# Schwingbach
Der Schwingbach ist mit einer Länge von 10,9 km und einem Einzugsgebiet von 25 km² der größte linksseitige Zufluss des Kleebachs in Hessen.
Der Schwingbach entspringt im Hintertaunus südwestlich der Ortschaft Vollnkirchen in der Nähe des Napoleonsstocks. Er durchfließt der Reihe nach die Orte Volpertshausen, Weidenhausen, Kleinrechtenbach und Hüttenberg, wo er in den Kleebach mündet. In Hüttenberg bildet er in etwa die Grenze der beiden inoffiziellen Ortsteile Hochelheim und Hörnsheim.
Er war Namensgeber für die von 1971 bis 1977 existierende gleichnamige Gemeinde, die aus Vollnkirchen, Weidenhausen, Kleinrechtenbach und Großrechtenbach bestand und 1977 in die Großgemeinde Hüttenberg integriert wurde. Ebenfalls nach ihm benannt ist die 1971 erbaute Gesamtschule Schwingbach in Großrechtenbach, die als Mittelspunktsschule die älteren Schulen der einzelnen Ortsteile ablöste.
2007 und 2009 kam es im unteren Schwingbach zu einem Fischsterben aus nicht völlig geklärten Ursachen.

## Zuflüsse
- Herbentalgraben (links)
- Ulgebach (links)
- Vollnkirchener Bach (Geschwindbach) (rechts)
- Bubentalbach (links)
- Großrechtenbach (links)
- Altengrundbach (rechts)
- Lorschbach  (rechts)